# IC 1552
IC 1552 је спирална галаксија у сазвјежђу Рибе која се налази на листи објеката дубоког неба у Индекс каталогу.
Деклинација објекта је + 21° 28' 35" а ректасцензија 0h 29m 43,9s. Привидна величина (магнитуда) објекта IC 1552 износи 14,6 а фотографска магнитуда 15,4. Налази се на удаљености од 84,597 милиона парсека од Сунца. IC 1552 је још познат и под ознакама UGC 297, MCG 3-2-15, CGCG 457-18, KARA 23, IRAS 00271+2111, PGC 1817.